# Oraidium barberae
Oraidium barberae is een vlinder uit de familie van de Lycaenidae. De wetenschappelijke naam van de soort is voor het eerst gepubliceerd in 1868 door Roland Trimen.

## Verspreiding
De soort komt voor in Botswana, Zimbabwe, Zuid-Afrika, Swaziland en Lesotho.

## Waardplanten
De rups leeft op Crassula expansa, Crassula muscosa (Crassulaceae) en Exomis microphylla (Chenopodiaceae).